# Hipódromo de Santa Rita
El Hipódromo de Santa Rita o también llamado "Hipódromo Nacional" del Zulia es el nombre que recibe un recinto deportivo multipropósito localizado en la Parroquia José Cenobio Urribarrí en el Municipio Santa Rita en la región conocida como Costa Oriental del Lago en el este del Estado Zulia, al oeste del país suramericano de Venezuela.
Se trata de uno de los principales espacios hípicos del país junto con el Hipódromo de La Rinconada y el Hipódromo de Valencia. Fue inaugurado el 11 de noviembre de 1988 en el gobierno del presidente Jaime Lusinchi. Se construyó en reemplazo del Hipódromo de La Limpia que se localizaba en la ciudad de Maracaibo.
En el lugar se realizan habitualmente prácticas y competencias de caballos. En 2014 debido a presuntas actividades irregulares, el espacio fue intervenido por el Ministerio de Deporte y el Sebin Está vinculado al Instituto Nacional de Hipódromos de Venezuela y ha sido declarado Monumento histórico nacional.